# 드림운수
드림운수(-運輸)는 서울특별시 강북구 번동과 송중동 일대를 운행하는 마을버스 업체이고, 본사는 서울특별시 강북구 오현로31길 13, 102호 (번동)에 있다.

## 연혁

### 복지운수 주식회사
- 1993년 9월 20일 : 회사 설립.

### 드림운수 주식회사
- 2019년 5월 20일: 서울특별시 강북구 한천로109길에서 드림운수 주식회사 설립.

## 운행 노선
- ● 강북09번: 미아사거리역 ↔ 북서울꿈의숲 ↔ 번2~3동 마을금고 ↔ 강북구민운동장 ↔ 수유역 (구 강북마을 9번)
- ● 강북11번: 미아사거리역 ↔ 북서울꿈의숲 ↔ 강북구민운동장 ↔ 수유역 (구 강북마을 9-1번)

## 보유 차량
범한자동차 E-STAR 8과 현대 그린시티, KGM KGC090로 운행한다.